# Little Valley
Little Valley és una població dels Estats Units a l'estat de Nova York. Segons el cens del 2000 tenia 1.130 habitants.

## Demografia
Segons el cens del 2000, Little Valley tenia 1.130 habitants, 427 habitatges, i 266 famílies. La densitat de població era de 436,3 habitants/km².
Dels 427 habitatges en un 32,3% hi vivien nens de menys de 18 anys, en un 43,8% hi vivien parelles casades, en un 13,1% dones solteres, i en un 37,7% no eren unitats familiars. En el 32,6% dels habitatges hi vivien persones soles el 18% de les quals corresponia a persones de 65 anys o més que vivien soles. El nombre mitjà de persones vivint en cada habitatge era de 2,37 i el nombre mitjà de persones que vivien en cada família era de 2,99.
Per edats la població es repartia de la següent manera: un 25% tenia menys de 18 anys, un 9,6% entre 18 i 24, un 31,7% entre 25 i 44, un 18,5% de 45 a 60 i un 15,1% 65 anys o més.
L'edat mediana era de 36 anys. Per cada 100 dones de 18 o més anys hi havia 107,1 homes.
La renda mediana per habitatge era de 28.750 $ i la renda mediana per família de 31.875 $. Els homes tenien una renda mediana de 27.500 $ mentre que les dones 20.962 $. La renda per capita de la població era de 14.458 $. Entorn de l'11,2% de les famílies i el 15,5% de la població estaven per davall del llindar de pobresa.